# Дорофеев, Владимир Андреевич
Влади́мир Андре́евич Дорофе́ев (23 июня (5 июля) 1895, Нижний Новгород — 2 июля 1974, Москва) — советский актёр театра и кино. Заслуженный артист РСФСР (1954). Лауреат двух Сталинских премий третьей степени (1950, 1951).

## Биография
Родился в Нижнем Новгороде 23 июня (5 июля) 1895 года.
В 1907—1917 годах учился в 1–ой Нижегородской классической гимназии. В 1919 году окончил Московское музыкально-драматическое училище.
В январе—июле 1919 года Дорофеев был помощником контроллера Полевого контроля Восточного фронта в Арзамасе, затем помощником контроллера Полевого контроля Рабоче-Крестьянской Инспекции в Нижнем Новгороде. В 1920 году вернулся в Москву, был актёром Московского 1-го драматического театра Горрайполитпросвета, в 1921—1922 годах служил в Казанском Большом драматическом театре, в 1922-м снова в Москве: год выступал на сцене Московского Камерного театра, в 1923—1925 годах — актёр 4-й студии МХАТ, в 1925—1931 годах служил в Театре Революции. В 1931 году актёр вернулся в Камерный театр, где служил до 1939 года — до своего перехода в Московский театр «Комедия».
В 1940—1945 годах Дорофеев служил в Ансамбле НКВД СССР, в 1945—1947 годах — в Армейском филиале Малого театра.
В кинематографе Дорофеев дебютировал ещё в 1936 году, в эпизодической роли в фильме «Последняя ночь», и до начала Великой Отечественной войны успел сняться в ряде известных фильмов. В 1947— 1949 годах он работал по договорам на киностудиях «Мосфильм», «Ленфильм», «Беларусьфильм». За свою кинокарьеру актёр дважды сыграл роль деда Щукаря: в экранизации «Поднятой целины» 1939 года, и двадцатью годами позже, в экранизации 1959-го.
В 1949 году актёр вернулся в театр и до 1964-го выступал на сцене Московского театра сатиры.
Скончался 2 июля 1974 года в Москве на 80-м году жизни. Похоронен на Введенском кладбище (участок № 23).

## Творчество

### Театральные работы

#### Театре Революции(1925—1931)
- «Поэма о топоре» Н. Ф. Погодина.

#### Театр Сатиры(1949—1964)
- 1950 — «Свадьба с приданым» Н. М. Дьяконова (режиссёр Б. И. Равенских) — Авдей Спиридонович
- 1960 — «200 000 на мелкие расходы» В. А. Дыховичного, М. Р. Слободского (режиссёр Э. Б. Краснянский) — дядя Гриша
- 1961 — «Яблоко раздора» М. Бирюкова (режиссёр В. Н. Плучек) — дед Плавунец

## Фильмография
- 1936 — Последняя ночь — начальник станции (нет в титрах)
- 1936 — Заключённые — капитан парохода (нет в титрах)
- 1938 — Друзья из табора — Кузьмич
- 1939 — Поднятая целина — Дед Щукарь
- 1939 — Девушка с характером — егерь
- 1939 — Ленин в 1918 году
- 1939 — Большая жизнь
- 1939 — Минин и Пожарский — Нелюб Овцын
- 1940 — Суворов — Авдеич
- 1940 — Старый наездник — Кузьма Захарыч
- 1946 — Во имя жизни — наборщик Назаркин
- 1947 — Поезд идёт на восток — дядя Егор
- 1947 — Сказание о земле Сибирской
- 1948 — Страницы жизни — Ковриков
- 1949 — Кубанские казаки — дед Кузьма
- 1949 — Константин Заслонов — Шурмин
- 1950 — Великая сила — Владимир Андреевич, старый рядовой лаборант, член парткома института
- 1950 — Смелые люди — ветеринар
- 1953 — Свадьба с приданым — Авдей Спиридонович
- 1954 — Повесть о лесном великане — дядя Яша
- 1954 — Аттестат зрелости — дядя Ваня
- 1955 — Мексиканец
- 1956 — Разные судьбы — Иван Романович Сергейчук
- 1957 — Борец и клоун — эпизод
- 1957 — Они встретились в пути — дворник
- 1958 — Капитанская дочка — капитан Миронов
- 1958 — Олеко Дундич — батюшка
- 1959 — Поднятая целина — Дед Щукарь
- 1959 — Девочка ищет отца — лесник
- 1960 — Девичья весна — Александр Васильевич, дедушка Галины
- 1962 — Яблоко раздора — дед Плавунец
- 1962 — Большая дорога — Пётр Петрович, управляющий в приёмной Свердлова
- 1962 — Наш общий друг — Архип Демьянович Крячко
- 1965 — Стряпуха
- 1965 — Пущик едет в Прагу — Прохор Иванович
- 1967 — Скуки ради — Ягодка
- 1968 — Виринея
- 1969 — Король гор и другие — Гаврилыч
- 1969 — Варькина земля — Мартынович
- 1971 — 12 стульев — сторож клуба

## Награды и премии
- Сталинская премия третьей степени (1950) — за исполнение роли Шурмина в фильме «Константин Заслонов» (1949)
- Сталинская премия третьей степени (1951) — за исполнение роли Авдея Спиридоновича в спектакле «Свадьба с приданым» Н. М. Дьяконова
- заслуженный артист РСФСР (1954).